# Edoardo Martino
Prof. Edoardo Angelo Martino (Alessandria, 20 april 1910 - Rome, 5 december 1999) was een politicus van Italiaanse afkomst. Martino was staatssecretaris in verschillende Italiaanse kabinetten en was eind jaren zestig Europees Commissaris.

## Biografie
Martino studeerde filosofie en geschiedenis aan de Universiteit van Pisa. Na zijn studie was hij hoogleraar filosofie en geschiedenis aan de Libera Università Internazionale degli Studi Sociali "Guido Carli" in Rome. Tijdens de Tweede Wereldoorlog vocht Martino mee in het Italiaanse leger. In 1943 keerde hij terug uit de Sovjet-Unie en werd actief in het verzet. Martino was na de bevrijding tussen 1947 en 1953 staatssecretaris van Veteranen en Voormalige Partizanen in de regering van Alcide De Gasperi. Vervolgens was hij tussen 1953 en 1954 staatssecretaris van Defensie.
Tussen 1958 en 1967 was hij parlementslid in het Europees Parlement. In februari 1962 keerde hij terug naar de Italiaanse politiek en werd hij staatssecretaris voor Buitenlandse Zaken. Deze functie bekleedde Martino tot en met december 1963. In juli 1967 werd hij benoemd tot de Italiaanse afgevaardigde bij de Europese Commissie. Martino kreeg de portefeuille Externe Betrekkingen en was in die functie verantwoordelijk voor de onderhandelingen met Oostenrijk, Spanje en Griekenland over de EG-associatieverdragen.